# Thermoanaerobacter italicus
Thermoanaerobacter italicus è una specie di batterio appartenente alla famiglia delle Thermoanaerobacteriaceae.